# Spermacoce manikensis
Spermacoce manikensis är en måreväxtart som beskrevs av Steven Dessein. Spermacoce manikensis ingår i släktet Spermacoce och familjen måreväxter.
Artens utbredningsområde är Kongo-Kinshasa. Inga underarter finns listade i Catalogue of Life.